# Force of Gravity
Force of Gravity is het zevende muziekalbum van de Duitse muziekgroep Sylvan. Het is het eerste album waarop gitarist Jan Pedersen meespeelt, de gitarist speelde al tijdens concerten mee. Het album laat een steviger geluid horen dan haar voorgangers en de muziek is soms zo opgenomen dat zij vrij direct overkomt. Het album dat is opgenomen in de eigen geluidsstudio in Hamburg tussen februari en juni 2009 laat in een track een stijl horen die naar King Crimson neigt; zeker met de semi-stotterende paniekerige zang.

## Musici
- Marco Glühmann - zang
- Matthias Harder – slagwerk
- Sebastian Harnack – basgitaar
- Jan Pederson - gitaar
- Volker Söhl – toetsinstrumenten
- Miraim Schell – Kate Bush-achtige zang op Midnight Sun

Met hulp van strijkinstrumenten in de tracks 3, 5, 7 en 11:
- Miraim Schell, Maike Mader – viool
- Joachim Kelber – altviool
- Ann-Katrin Eisold – cello

## Composities
1. Force of Gravity (5:12)
2. Follow Me (4:39)
3. Isle in Me (6:00)
4. Embedded (3:29)
5. Turn of the Tide (6:52)
6. From The Silence (5:42)
7. Midnight Sun (5:10)
8. King Porn (7:31)
9. Episode 609 (6:00)
10. God of Rubbish (4:01)
11. Vapour Trail (14:30)